# Euvrilletta catalinae
Euvrilletta catalinae là một loài bọ cánh cứng thuộc chi Euvrilletta trong họ Ptinidae.